# Guiortché Pétrov
Pour la commune macédonienne, voir Ǵorče Petrov (Skopje).
Guiortché Pétrov (en bulgare : Гьорче Петров) ou Ǵorče Petrov (en macédonien : Ѓорче Петров), né Georgi Petrov Nikolov le 2 avril 1865 et mort le 28 juin 1921, était un des chefs de l'Organisation révolutionnaire intérieure macédono-andrinopolitaine (IMARO), qui luttait pour l'autonomie de la Macédoine, qui faisait partie jusqu'en 1912 de l'Empire ottoman.
Guiortché Pétrov est né à Prilep, ville aujourd'hui située en Macédoine du Nord, et a étudié à Plovdiv, en Bulgarie. Il a ensuite travaillé en tant qu'instituteur dans plusieurs villes macédoniennes, à Štip, à l'école pédagogique bulgare de Skopje, au lycée bulgare de Bitola et fut enseignant au lycée bulgare de garçons de Thessalonique (1895 - 1897).
En 1896, il rejoint l'Organisation révolutionnaire intérieure macédono-andrinopolitaine,. Avec Gotsé Deltchev, il écrit la charte et le règlement de l'organisation. De 1897 à 1901, il représente le mouvement à Sofia. Il désapprouve l'insurrection d'Ilinden, qui a lieu en 1903, mais conduit tout de même une offensive contre l'armée ottomane.
De 1905 à 1908, il reprend son poste de représentant à Sofia. En 1908, lors de la Révolution des Jeunes-Turcs, il publie le magazine Unité culturelle à Thessalonique. Pendant les Guerres balkaniques, qui ont lieu de 1912 à 1913, il est volontaire dans le corps macédono-andrinopolitain, et pendant la Première Guerre mondiale, il est président du comité régional de Bitola, puis travaille pour l'occupant bulgare en Macédoine du Vardar, et devient enfin maire de Dráma, en Macédoine grecque.
Après la guerre, il continue à militer pour les droits des Macédoniens et garde des liens avec des politiciens bulgares, ce qui déplaît à l'Organisation révolutionnaire intérieure macédono-andrinopolitaine. Il est finalement assassiné en 1921 par un membre de l'organisation.
Son nom a été donné à une commune de Skopje, la capitale de la Macédoine du Nord.